# مارفن كابريرا
مارفن كابريرا (بالإسبانية: Marvin Cabrera) (1 مايو 1980 بمدينة مكسيكو في المكسيك - ) هو لاعب كرة قدم مكسيكي في مركز الوسط. لعب مع كروز آزول ونادي باتشوكا ونادي تشياباس ونادي تولوكا ونادي موريليا الرياضي ونادي كوريكامينوس ‏.

## وصلات خارجية
- مارفن كابريرا على موقع الاتحاد الدولي (مؤرشف)  (الإنجليزية)
- مارفن كابريرا على موقع قاعدة بيانات كرة القدم.إي يو (الإنجليزية)